# Aleksići
Aleksići (cyr. Алексићи) – wieś w Bośni i Hercegowinie, w Republice Serbskiej, w gminie Laktaši. W 2013 roku liczyła 216 mieszkańców.